# Ingrid Schmidt (Juristin)
Ingrid Schmidt (* 25. Dezember 1955 in Bürstadt) ist eine deutsche Juristin. Sie war von März 2005 bis September 2021 Präsidentin des Bundesarbeitsgerichts.

## Karriere
Nach dem Studium der Rechtswissenschaften an der Goethe-Universität in Frankfurt am Main legte sie im April 1983 ihr Assessor-Examen ab. Danach war sie zunächst wissenschaftliche Mitarbeiterin am Lehrstuhl für Privat-, Verfahrensrecht und Rechtsvergleichung an der Universität Frankfurt; seit August 1983 war sie zudem als Rechtsanwältin zugelassen. Ab Juni 1985 war Schmidt Richterin in der hessischen Sozialgerichtsbarkeit, zuletzt Richterin am Hessischen Landessozialgericht in Darmstadt. Von November 1990 bis Februar 1993 wurde sie als wissenschaftliche Mitarbeiterin an das Bundesverfassungsgericht abgeordnet.
Am 1. August 1994 wechselte sie dann auf Vorschlag der SPD als Richterin zum Bundesarbeitsgericht. Zunächst war sie Mitglied des Siebten Senats, dann seit 2000 des Ersten Senats. Ab September 2002 leitete sie als Vorsitzende Richterin den Sechsten Senat und war maßgeblich an der Weiterentwicklung der Rechtsprechung zur Grundrechtsbindung der Tarifvertragsparteien, zum Verbot der Diskriminierung befristet Beschäftigter beim Entgelt, zum Bereitschaftsdienst als Arbeitszeit, zur Erstattung von Fort- und Ausbildungskosten sowie zum Recht des Berufsausbildungsverhältnisses beteiligt.
Am 1. März 2005 wurde sie als erste Frau zur Präsidentin des Bundesarbeitsgerichts ernannt. Am 30. September 2021 ging sie in den Ruhestand. Als ihre Nachfolgerin wurde am 24. Januar 2022 Inken Gallner ernannt.
Schmidt ist Autorin und Herausgeberin von arbeitsrechtlichen Publikationen und Mitherausgeberin der „Neuen Zeitschrift für Arbeitsrecht“ und von „Recht der Arbeit“.
Ingrid Schmidt ist verheiratet und hat zwei Kinder.